# Карно (город)

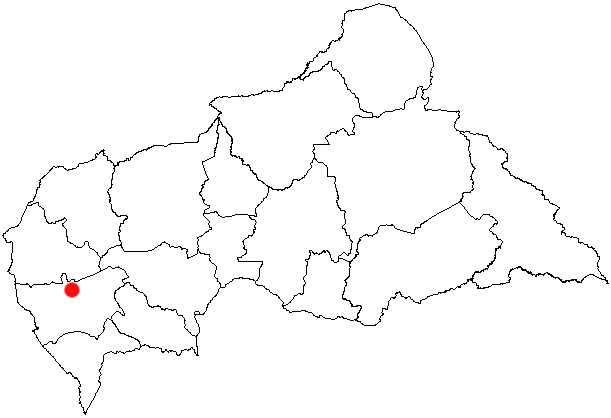
Положение города на карте Центральноафриканской Республики.

Карно́ — город на западе Центральноафриканской Республики. Расположен на территории префектуры Мамбере-Кадеи. Население — 45 421 чел. (по переписи 2003 года), 129 032 чел. (2021, оценка).
Карно расположен на западе страны, в сельскохозяйственном крае. Вокруг города выращивают ямс, маниок, хлопчатник, разводят крупный рогатый скот.
В городе есть аэропорт.